# Саржансай
Саржанса́й (каз. Саржансай) — село у складі Мартуцького району Актюбінської області Казахстану. Адміністративний центр Танірбергенського сільського округу.
До 2006 року село називалось Нагорне.
Населення — 1108 осіб (2021; 796 у 2009, 758 у 1999, 1094 у 1989).